# Next.js
Next.js는 서버 사이드 렌더링, 정적 웹 페이지 생성 등 리액트 기반 웹 애플리케이션 기능들을 가능케 하는 Node.js 위에서 빌드된 오픈 소스 웹 개발 프레임워크이다. 리액트 문서는 Next.js를 "권고하는 툴체인들" 중 하나로 언급하며 개발자들이 Node.js로 서버 렌더링되는 웹사이트를 빌드할 때의 해결책의 하나로 충고하고 있다.
Next.js의 저작권 및 상표는 Vercel이 소유하며, Vercel은 오픈 소스 개발을 유지하고 주도한다.

## 배경
Next.js는 서버 측 렌더링 및 정적 웹사이트 생성을 포함한 여러 추가 기능을 지원하는 리액트 (자바스크립트 라이브러리) 프레임워크이다. 리액트는 전통적으로 자바스크립트를 사용하여 클라이언트 브라우저에서 렌더링되는 웹 애플리케이션을 구축하는 데 사용되는 자바스크립트 라이브러리이다. 그러나 개발자는 자바스크립트에 액세스할 수 없거나 자바스크립트를 비활성화한 사용자에게 서비스를 제공하지 못함, 잠재적인 보안 문제, 페이지 로딩 시간이 크게 연장됨, 사이트의 전체 검색 엔진 최적화에 해를 끼치는 등 이 전략의 여러 가지 문제를 인식하고 있다. Next.js와 같은 프레임워크는 웹 사이트의 일부 또는 전체가 클라이언트로 전송되기 전에 서버 측에서 렌더링되도록 허용하여 이러한 문제를 회피한다. Next.js는 리액트의 가장 인기 있는 프레임워크 중 하나이다. 이는 새 앱을 시작할 때 사용할 수 있는 몇 가지 권장 "도구 체인" 중 하나이며, 모두 일반적인 작업을 지원하는 추상화 계층을 제공한다. Next.js에는 Node.js가 필요하며 노드 패키지 관리자를 사용하여 초기화할 수 있다.
구글은 2019년에 43개의 풀 리퀘스트를 포함하여 Next.js 프로젝트에 기여했다. 2022년 3월 현재 이 프레임워크는 월마트, 애플, 나이키, 넷플릭스, 틱톡, 우버, Lyft, 스타벅스를 포함한 많은 대규모 웹사이트에서 사용된다. 2020년 초, Vercel은 소프트웨어 개선을 지원하기 위해 시리즈 A 자금에서 2,100만 달러를 확보했다. 프레임워크의 원저자인 기예르모 라우흐(Guillermo Rauch)는 현재 Vercel의 CEO이고 프로젝트의 수석 유지관리자는 팀 뉴트켄스(Tim Neutkens)이다.

## 같이 보기
- 앵귤러 (애플리케이션 플랫폼)
- LAMP (소프트웨어 번들)
- 리액트 (자바스크립트 라이브러리)
- Nuxt.js
- Vue.js
- 웹 프레임워크